# 동성로 (경주시)
동성로(Dongseong-ro)는 경상북도 경주시 성건동에서 시작하여, 황오동을 거쳐 연결하는 도로이다.

## 노선 경로
- 삼거리 명칭 미상 - 강변로
- 네거리 명칭 미상 - 금성로
- 네거리 명칭 미상 - 봉황로
- 네거리 명칭 미상 - 중앙로
- 네거리 명칭 미상 - 계림로
- 네거리 명칭 미상 - 북정로
- 삼거리 명칭 미상 - 원화로 (국도 제7호선)